# Tapeinosperma tenue
Tapeinosperma tenue är en viveväxtart som beskrevs av Carl Christian Mez. Tapeinosperma tenue ingår i släktet Tapeinosperma och familjen viveväxter. Inga underarter finns listade i Catalogue of Life.